# Chelsea Football Club Women 2020-2021
Questa voce raccoglie le informazioni riguardanti il Chelsea Football Club Women nelle competizioni ufficiali della stagione 2020-2021.

## Stagione
Nella stagione 2020-21 il Chelsea vinse il campionato e tre coppe nazionali, perdendo solo la finale di Women's Champions League. Il primo trofeo venne vinto a inizio stagione con la vittoria, per la prima volta, della FA Women's Community Shield per 2-0 sul Manchester City. A metà stagione giunse la vittoria della seconda League Cup consecutiva, grazie alla vittoria per 6-0 in finale sul Bristol City. Il 9 maggio 2021 ha vinto il campionato per la quarta volta, la seconda consecutiva, distanziando il Manchester City di soli due punti, concludendo con 57 punti conquistati in 22 giornate, frutto di 18 vittorie, 3 pareggi e una sconfitta. Il 16 maggio seguente perse la finale di Women's Champions League per 4-0 contro le spagnole del Barcellona. In Champions League, partendo dai sedicesimi di finale, le londinesi avevano superato in sequenza le portoghesi del Benfica, le spagnole dell'Atlético Madrid e le tedesche del Wolfsburg e del Bayern Monaco. A causa delle restrizioni sui viaggi legate alla pandemia di COVID-19, la gara di ritorno contro l'Atletico Madrid era stata disputata allo stadio Brianteo di Monza anziché a Madrid, mentre entrambe le partite dei quarti di finale contro il Wolfsburg erano state disputate allo stadio Ferenc Szusza di Budapest. Il 5 dicembre 2021 il Chelsea vinse la FA Women's Cup, che era stata posticipata per le restrizioni legate alla pandemia di COVID-19 con inizio in primavera e fine durante la stagione successiva, ottenendo il suo primo treble davanti a un pubblico di 40 942 spettatori allo stadio di Wembley.

## Maglie e sponsor
Le tenute di gioco solo le stesse adottate dal Chelsea maschile.
|  | Casa | Trasferta | Terza divisa |

## Rosa
Rosa, ruoli e numeri di maglia come da sito ufficiale.
| N. |                          | Ruolo | Calciatrice                   |
| -- | ------------------------ | ----- | ----------------------------- |
| 1  | Svezia (bandiera)        | P     | Zećira Mušović                |
| 2  | Norvegia (bandiera)      | D     | Maria Thorisdottir            |
| 3  | Inghilterra (bandiera)   | D     | Hannah Blundell               |
| 4  | Inghilterra (bandiera)   | D     | Millie Bright                 |
| 5  | Galles (bandiera)        | C     | Sophie Ingle                  |
| 7  | Inghilterra (bandiera)   | D     | Jess Carter                   |
| 8  | Germania (bandiera)      | C     | Melanie Leupolz               |
| 9  | Inghilterra (bandiera)   | A     | Bethany England               |
| 10 | Corea del Sud (bandiera) | C     | Ji So-yun                     |
| 11 | Norvegia (bandiera)      | C     | Guro Reiten                   |
| 14 | Inghilterra (bandiera)   | A     | Fran Kirby                    |
| 16 | Svezia (bandiera)        | D     | Magdalena Eriksson (capitano) |
| 17 | Canada (bandiera)        | C     | Jessie Fleming                |

| N. |                        | Ruolo | Calciatrice        |
| -- | ---------------------- | ----- | ------------------ |
| 18 | Norvegia (bandiera)    | C     | Maren Mjelde       |
| 20 | Australia (bandiera)   | A     | Samantha Kerr      |
| 21 | Inghilterra (bandiera) | A     | Niamh Charles      |
| 22 | Scozia (bandiera)      | A     | Erin Cuthbert      |
| 23 | Danimarca (bandiera)   | A     | Pernille Harder    |
| 24 | Inghilterra (bandiera) | C     | Drew Spence        |
| 25 | Svezia (bandiera)      | D     | Jonna Andersson    |
| 28 | Inghilterra (bandiera) | P     | Carly Telford      |
| 29 | Inghilterra (bandiera) | D     | Jorja Fox          |
| 30 | Germania (bandiera)    | P     | Ann-Katrin Berger  |
| 31 | Inghilterra (bandiera) | C     | Charlotte Fleming  |
| 34 | Inghilterra (bandiera) | A     | Agnes Beever-Jones |
| 34 | Inghilterra (bandiera) | C     | Charlotte Wardlaw  |

## Calciomercato

### Sessione estiva
| Acquisti | Acquisti        | Acquisti      | Acquisti   |
| R.       | Nome            | da            | Modalità   |
| -------- | --------------- | ------------- | ---------- |
| D        | Niamh Charles   | Liverpool     | definitivo |
| C        | Jessie Fleming  | UCLA Bruins   | definitivo |
| C        | Melanie Leupolz | Bayern Monaco | definitivo |
| A        | Pernille Harder | Wolfsburg     | definitivo |

| Cessioni | Cessioni         | Cessioni            | Cessioni    |
| R.       | Nome             | a                   | Modalità    |
| -------- | ---------------- | ------------------- | ----------- |
| D        | Deanna Cooper    | Reading             | definitivo  |
| C        | Jamie-Lee Napier | Birmingham City     | in prestito |
| C        | Anita Asante     | Aston Villa         | definitivo  |
| A        | Ramona Bachmann  | Paris Saint-Germain | definitivo  |
| A        | Adelina Engman   | Montpellier         | definitivo  |

### Sessione invernale
| Acquisti | Acquisti       | Acquisti  | Acquisti   |
| R.       | Nome           | da        | Modalità   |
| -------- | -------------- | --------- | ---------- |
| P        | Zećira Mušović | Rosengård | definitivo |

| Cessioni | Cessioni           | Cessioni          | Cessioni    |
| R.       | Nome               | a                 | Modalità    |
| -------- | ------------------ | ----------------- | ----------- |
| D        | Maria Thorisdottir | Manchester United | definitivo  |
| C        | Charlotte Fleming  | Leicester City    | definitivo  |
| A        | Emily Murphy       | Birmingham City   | in prestito |

## Risultati

### FA Women's Super League

#### Girone di andata
| Arbitro: | Welch |

|            |           |          |
| Galton 79’ | Marcatori | 25’ Kerr |

| Arbitro: | Pearson |

| |           |  |
| Kirby 15’ Mjelde 31’ (rig.) Leupolz 34’ Cuthbert 36’ Bright 40’ England 66’ Charles 69’ Harder 73’ Kerr 86’ | Marcatori |  |

| Arbitro: | Bryne |

|  |           |          |
|  | Marcatori | 9’ Kirby |

| Arbitro: | Welch |

|                                      |           |                  |
| Mjelde 36’ (rig.) Kerr 57’ Kirby 79’ | Marcatori | 73’ (rig.) Kelly |

| Arbitro: | Conley |

|  |           |                                             |
|  | Marcatori | 3’ Kerr 35’ England 68’ Harder 70’ Eriksson |

| Arbitro: | Byrne |

|                                      |           |  |
| Ji 18’ England 73’, 76’ Harder 90+7’ | Marcatori |  |

| Arbitro: | Dowle |

|          |           |                       |
| Mead 86’ | Marcatori | 90’ (aut.) Wubben-Moy |

| Arbitro: | Welch |

|                    |           |                              |
| Kerr 15’, 55’, 68’ | Marcatori | 47’ Daly 88’ (aut.) Eriksson |

| Arbitro: | Benn |

|  |           |          |
|  | Marcatori | 21’ Kerr |

| Arbitro: | Garratt |

|                                                     |           |  |
| Leupolz 27’, 63’ (rig.) McManus 29’ (aut.) Kerr 38’ | Marcatori |  |

| Arbitro: | Byrne |

|  |           |                                   |
|  | Marcatori | 16’, 23’, 45+2’, 53’ Kirby 86’ Ji |

#### Girone di ritorno
| Arbitro: | Welch |

|                      |           |           |
| Harder 30’ Kirby 65’ | Marcatori | 61’ James |

| Arbitro: | Heaslip |

|  |           |                                                |
|  | Marcatori | 14’, 40’ Kirby 36’ Harder 55’ Kerr 60’ England |

| Arbitro: | Hattersley |

|         |           |                        |
| Kerr 5’ | Marcatori | 8’ Whelan 78’ Connolly |

| Arbitro: | Fearn |

|                           |           |  |
| Harder 48’, 58’ Kirby 90’ | Marcatori |  |

| Arbitro: | Whitton |

|  |           |                     |
|  | Marcatori | 7’ Kerr 47’ England |

| Arbitro: | Heaslip |

|  |           |                                  |
|  | Marcatori | 14’ Kirby 60’ Harder 79’ Leupolz |

| Arbitro: | Garratt |

|               |           |  |
| Kerr 24’, 57’ | Marcatori |  |

| Arbitro: | Garratt |

|                                                  |           |  |
| Kerr 25’, 45’, 45+3’ Kirby 61’, 90+1’ Reiten 73’ | Marcatori |  |

| Arbitro: | Welch |

|                    |           |                            |
| Kelly 29’ Hemp 74’ | Marcatori | 25’ Kerr 34’ (rig.) Harder |

| Arbitro: | Fearn |

|  |           |               |
|  | Marcatori | 41’, 52’ Kerr |

| Arbitro: | Pearson |

|                                                 |           |  |
| Leupolz 2’ Kirby 43’, 57’ Kerr 71’ Cuthbert 75’ | Marcatori |  |

### FA Women's Cup
| Arbitro: | Anderson |

|                                                    |           |  |
| Charles 21’ Carter 29’ Leupolz 35’ Spence 56’, 79’ | Marcatori |  |

| Arbitro: | Dowle |

|                                |           |  |
| Reiten 29’ Kerr 77’ Spence 86’ | Marcatori |  |

| Arbitro: | Simms |

|  |           |                                      |
|  | Marcatori | 61’ Kerr 70’, 72’ Kirby 90+3’ Harder |

| Arbitro: | Welch |

|  |           |                                      |
|  | Marcatori | 23’ Cuthbert 28’ Leupolz 89’ England |

| Arbitro: | Conley |

|  |           |                        |
|  | Marcatori | 3’ Kirby 56’, 78’ Kerr |

### FA Women's League Cup

#### Fase a gruppi
| Arbitro: | Jackson |

|                                         |           |          |
| Eriksson 5’ Reiten 10’, 15’ England 90’ | Marcatori | 8’ Foord |

| Arbitro: | Heaslip |

|                          |           |  |
| Cuthbert 70’ Leupolz 84’ | Marcatori |  |

| Dartford 18 novembre 2020 Gruppo B - 3ª giornata | London City Lionesses | – Annullata | Chelsea | Princes Park |

#### Fase a eliminazione diretta
| Arbitro: | Watkins |

|                    |           |                                               |
| Kelly 52’ Hemp 85’ | Marcatori | 43’ Leupolz 89’ Charles 95’ Reiten 105’ Ingle |

| Arbitro: | Pearson |

|                                                     |           |  |
| Harder 4’, 25’, 86’ Ingle 15’ England 27’ Kirby 69’ | Marcatori |  |

| Arbitro: | Byrne |

|  |           |                                             |
|  | Marcatori | 3’, 10’, 48’ Kerr 28’, 34’ Kirby 55’ Reiten |

### FA Women's Community Shield
| Arbitro: | Welch |

|                           |           |  |
| Bright 66’ Cuthbert 90+1’ | Marcatori |  |

### UEFA Women's Champions League
| Arbitro: | Staubli |

|  |           |                                                 |
|  | Marcatori | 2’, 33’ Kirby 29’ Bright 45’ Harder 54’ England |

| Arbitro: | Lehtovaara |

|                             |           |  |
| England 28’, 90+1’ Kerr 65’ | Marcatori |  |

| Arbitro: | Olofsson |

|                             |           |  |
| Mjelde 58’ (rig.) Kirby 64’ | Marcatori |  |

| Arbitro: | Frappart |

|               |           |                   |
| Laurent 90+3’ | Marcatori | 77’ (rig.) Mjelde |

| Arbitro: | Adámková |

|                     |           |                    |
| Kerr 55’ Harder 66’ | Marcatori | 70’ (rig.) Janssen |

| Arbitro: | Pustovojtova |

|  |           |                                      |
|  | Marcatori | 27’ (rig.) Harder 32’ Kerr 81’ Kirby |

| Arbitro: | Pustovojtova |

|                      |           |             |
| Lohmann 12’ Glas 56’ | Marcatori | 23’ Leupolz |

| Arbitro: | Staubli |

|                                    |           |              |
| Kirby 11’, 90+5’ Ji 43’ Harder 84’ | Marcatori | 29’ Zadrazil |

| Arbitro: | Hussein |

|  |           |                                                                     |
|  | Marcatori | 1’ (aut.) Leupolz 14’ (rig.) Putellas 21’ Bonmatí 36’ Graham Hansen |

## Statistiche

### Statistiche di squadra
| Competizione                  | Punti | In casa | In casa | In casa | In casa | In casa | In casa | In trasferta | In trasferta | In trasferta | In trasferta | In trasferta | In trasferta | Totale | Totale | Totale | Totale | Totale | Totale | DR   |
| Competizione                  | Punti | G       | V       | N       | P       | Gf      | Gs      | G            | V            | N            | P            | Gf           | Gs           | G      | V      | N      | P      | Gf     | Gs     | DR   |
| ----------------------------- | ----- | ------- | ------- | ------- | ------- | ------- | ------- | ------------ | ------------ | ------------ | ------------ | ------------ | ------------ | ------ | ------ | ------ | ------ | ------ | ------ | ---- |
| FA Women's Super League       | 57    | 11      | 10      | 0       | 1       | 42      | 6       | 11           | 8            | 3            | 0            | 27           | 4            | 22     | 18     | 3      | 1      | 69     | 10     | +59  |
| FA Women's Cup                | -     | 2       | 2       | 0       | 0       | 8       | 0       | 2            | 2            | 0            | 0            | 7            | 0            | 5      | 5      | 0      | 1      | 18     | 0      | +18  |
| FA Women's League Cup         | -     | 3       | 3       | 0       | 0       | 12      | 1       | 1            | 1            | 0            | 0            | 4            | 2            | 5      | 5      | 0      | 0      | 22     | 3      | +19  |
| FA Women's Community Shield   | -     | -       | -       | -       | -       | -       | -       | -            | -            | -            | -            | -            | -            | 1      | 1      | 0      | 0      | 2      | 0      | +2   |
| UEFA Women's Champions League | -     | 4       | 4       | 0       | 0       | 11      | 2       | 4            | 2            | 1            | 1            | 10           | 3            | 9      | 6      | 1      | 2      | 21     | 9      | +12  |
| Totale                        | -     | 20      | 19      | 0       | 1       | 73      | 9       | 18           | 13           | 4            | 1            | 48           | 9            | 42     | 35     | 4      | 3      | 132    | 22     | +110 |

### Andamento in campionato
| Giornata  | 1 | 2 | 3 | 4 | 5 | 6 | 7 | 8 | 9 | 10 | 11 | 12 | 13 | 14 | 15 | 16 | 17 | 18 | 19 | 20 | 21 | 22 |
| --------- | - | - | - | - | - | - | - | - | - | -- | -- | -- | -- | -- | -- | -- | -- | -- | -- | -- | -- | -- |
| Luogo     | T | C | T | C | T | C | T | C | T | C  | T  | C  | T  | C  | C  | T  | T  | C  | C  | T  | T  | C  |
| Risultato | N | V | V | V | V | V | N | V | V | V  | V  | V  | V  | P  | V  | V  | V  | V  | V  | N  | V  | V  |
| Posizione | 5 | 3 | 3 | 3 | 4 | 3 | 3 | 2 | 2 | 3  | 2  | 1  | 1  | 1  | 1  | 1  | 1  | 1  | 1  | 1  | 1  | 1  |

Legenda:

Luogo: C = Casa; T = Trasferta. Risultato: V = Vittoria; N = Pareggio; P = Sconfitta.

### Statistiche delle giocatrici
| Giocatore       | FA Women's Super League | FA Women's Super League | FA Women's Super League | FA Women's Super League | FA Women's Cup | FA Women's Cup | FA Women's Cup | FA Women's Cup | FA Women's League Cup | FA Women's League Cup | FA Women's League Cup | FA Women's League Cup | UEFA Women's Champions League | UEFA Women's Champions League | UEFA Women's Champions League | UEFA Women's Champions League | Totale   | Totale | Totale      | Totale     |
| Giocatore       | Presenze                | Reti                    | Ammonizioni             | Espulsioni              | Presenze       | Reti           | Ammonizioni    | Espulsioni     | Presenze              | Reti                  | Ammonizioni           | Espulsioni            | Presenze                      | Reti                          | Ammonizioni                   | Espulsioni                    | Presenze | Reti   | Ammonizioni | Espulsioni |
| --------------- | ----------------------- | ----------------------- | ----------------------- | ----------------------- | -------------- | -------------- | -------------- | -------------- | --------------------- | --------------------- | --------------------- | --------------------- | ----------------------------- | ----------------------------- | ----------------------------- | ----------------------------- | -------- | ------ | ----------- | ---------- |
| J. Andersson    | 19                      | 0                       | 0                       | 0                       | 3              | 0              | 0              | 0              | 5                     | 0                     | 0                     | 0                     | 6                             | 0                             | 0                             | 0                             | 33       | 0      | 0           | 0          |
| A. Beever-Jones | 2                       | 0                       | 0                       | 0                       | 1              | 0              | 0              | 0              | -                     | -                     | -                     | -                     | -                             | -                             | -                             | -                             | 3        | 0      | 0           | 0          |
| A-K. Berger     | 17                      | -7                      | 0                       | 0                       | 3              | 0              | 0              | 0              | 4                     | -2                    | 0                     | 0                     | 8                             | -9                            | 0                             | 0                             | 32       | -18    | 0           | 0          |
| H. Blundell     | 8                       | 0                       | 0                       | 0                       | 1              | 0              | 0              | 0              | 2                     | 0                     | 0                     | 0                     | 2                             | 0                             | 0                             | 0                             | 13       | 0      | 0           | 0          |
| M. Bright       | 21                      | 1                       | 3                       | 0                       | 4              | 0              | 0              | 0              | 5                     | 0                     | 0                     | 0                     | 9                             | 1                             | 0                             | 0                             | 39       | 2      | 3           | 0          |
| J. Carter       | 9                       | 0                       | 0                       | 0                       | 5              | 1              | 0              | 0              | 1                     | 0                     | 0                     | 0                     | 6                             | 0                             | 1                             | 0                             | 21       | 1      | 1           | 0          |
| N. Charles      | 13                      | 1                       | 0                       | 0                       | 4              | 1              | 0              | 0              | 4                     | 1                     | 0                     | 0                     | 8                             | 0                             | 2                             | 0                             | 29       | 3      | 2           | 0          |
| E. Cuthbert     | 19                      | 2                       | 0                       | 0                       | 5              | 2              | 0              | 0              | 5                     | 1                     | 0                     | 0                     | 7                             | 0                             | 1                             | 0                             | 36       | 5      | 1           | 0          |
| B. England      | 19                      | 6                       | 0                       | 0                       | 5              | 1              | 0              | 0              | 4                     | 2                     | 0                     | 0                     | 6                             | 3                             | 0                             | 0                             | 34       | 12     | 0           | 0          |
| M. Eriksson     | 20                      | 1                       | 0                       | 0                       | 4              | 0              | 0              | 0              | 5                     | 1                     | 0                     | 0                     | 6                             | 0                             | 0                             | 0                             | 35       | 2      | 0           | 0          |
| C. Fleming      | 0                       | 0                       | 0                       | 0                       | -              | -              | -              | -              | 0                     | 0                     | 0                     | 0                     | -                             | -                             | -                             | -                             | 0        | 0      | 0           | 0          |
| J. Fleming      | 14                      | 0                       | 0                       | 0                       | 5              | 0              | 0              | 0              | 5                     | 0                     | 1                     | 0                     | 4                             | 0                             | 0                             | 0                             | 28       | 0      | 1           | 0          |
| J. Fox          | 1                       | 0                       | 0                       | 0                       | 2              | 0              | 0              | 0              | -                     | -                     | -                     | -                     | -                             | -                             | -                             | -                             | 3        | 0      | 0           | 0          |
| P. Harder       | 22                      | 10                      | 0                       | 0                       | 3              | 1              | 0              | 0              | 4                     | 3                     | 0                     | 0                     | 9                             | 4                             | 1                             | 0                             | 38       | 18     | 1           | 0          |
| S. Ingle        | 18                      | 0                       | 0                       | 0                       | 5              | 0              | 0              | 0              | 5                     | 2                     | 1                     | 0                     | 8                             | 0                             | 1                             | 1                             | 36       | 2      | 2           | 1          |
| S-y. Ji         | 19                      | 2                       | 2                       | 0                       | 1              | 0              | 0              | 0              | 4                     | 0                     | 0                     | 0                     | 8                             | 1                             | 0                             | 0                             | 32       | 3      | 2           | 0          |
| S. Kerr         | 22                      | 21                      | 0                       | 0                       | 3              | 4              | 0              | 0              | 4                     | 3                     | 0                     | 0                     | 8                             | 3                             | 1                             | 0                             | 37       | 31     | 1           | 0          |
| F. Kirby        | 18                      | 16                      | 0                       | 0                       | 3              | 3              | 0              | 0              | 3                     | 3                     | 0                     | 0                     | 9                             | 6                             | 1                             | 0                             | 33       | 28     | 1           | 0          |
| M. Leupolz      | 19                      | 5                       | 2                       | 0                       | 4              | 2              | 0              | 0              | 4                     | 2                     | 0                     | 0                     | 7                             | 1                             | 1                             | 0                             | 34       | 10     | 3           | 0          |
| M. Mjelde       | 15                      | 2                       | 1                       | 0                       | -              | -              | -              | -              | 4                     | 0                     | 0                     | 0                     | 3                             | 2                             | 0                             | 0                             | 22       | 4      | 1           | 0          |
| Z. Mušović      | 2                       | 0                       | 0                       | 0                       | 1              | 0              | 0              | 0              | 0                     | 0                     | 0                     | 0                     | 0                             | 0                             | 0                             | 0                             | 3        | 0      | 0           | 0          |
| A. Nouwen       | -                       | -                       | -                       | -                       | 3              | 0              | 0              | 0              | -                     | -                     | -                     | -                     | -                             | -                             | -                             | -                             | 3        | 0      | 0           | 0          |
| G. Reiten       | 19                      | 1                       | 1                       | 0                       | 3              | 1              | 0              | 0              | 5                     | 4                     | 0                     | 0                     | 8                             | 0                             | 0                             | 0                             | 35       | 6      | 1           | 0          |
| D. Spence       | 8                       | 0                       | 1                       | 0                       | 5              | 3              | 0              | 0              | 2                     | 0                     | 0                     | 0                     | 3                             | 0                             | 0                             | 0                             | 18       | 3      | 1           | 0          |
| C. Telford      | 3                       | -3                      | 0                       | 0                       | 1              | 0              | 0              | 0              | 1                     | -1                    | 0                     | 0                     | 1                             | 0                             | 0                             | 0                             | 6        | -4     | 0           | 0          |
| M. Thorisdottir | 2                       | 0                       | 0                       | 0                       | -              | -              | -              | -              | 2                     | 0                     | 0                     | 0                     | 1                             | 0                             | 0                             | 0                             | 5        | 0      | 0           | 0          |
| C. Wardlaw      | 0                       | 0                       | 0                       | 0                       | 1              | 0              | 0              | 0              | -                     | -                     | -                     | -                     | -                             | -                             | -                             | -                             | 1        | 0      | 0           | 0          |